# Шантемерл сир Соа
Шантемерл сир Соа (фр. Chantemerle-sur-la-Soie) насеље је и општина у западној Француској у региону Поату-Шарант, у департману Приморски Шарант која припада префектури Сен Жан д'Анжели.
По подацима из 2011. године у општини је живело 142 становника, а густина насељености је износила 24,83 становника/km². Општина се простире на површини од 5,72 km². Налази се на средњој надморској висини од 11 метар (максималној 64 m, а минималној 2 m).

## Демографија
| 1962. | 1968. | 1975. | 1982. | 1990. | 1999. | 2011. |
| ----- | ----- | ----- | ----- | ----- | ----- | ----- |
| 86    | 111   | 114   | 108   | 100   | 108   | 142   |

График промене броја становника у току последњих година